# غراهام مارشال
غراهام مارشال (بالإنجليزية: Graham Marshall)‏ هو لاعب اتحاد الرغبي بريطاني، ولد في 23 مايو 1960.